# Postulant
En postulant (fra latin: postulare, at spørge) var oprindeligt en person som lavede en forespørgsel; dvs en kandidat. 
Anvendelsen af termen postulant er nu mest afgrænset til dem som ønsker adgang til et kloster eller andre kristne ordensfællesskaber, før den egentlige indledende prøvetid. Postulat er det tidsrum på i reglen adskillige måneder hvor postulanten kan lære at kende livet i fællesskabet. Postulat ligger før den indledende prøvetid, altså før selve noviciatet.